# Ankistropleuron simplex
Ankistropleuron simplex är en insektsart som beskrevs av Bruner, L. 1910. Ankistropleuron simplex ingår i släktet Ankistropleuron och familjen torngräshoppor. Inga underarter finns listade i Catalogue of Life.